# Кумлуджа
Кумлу́джа (тур. Kumluca) — город и район в провинции Анталья на средиземноморском побережье Турции, часть Турецкой Ривьеры. Кумлуджа находится в 90 км к западу от города Анталья, на полуострове Теке (между заливами Анталья и Фетхийе).
Город Кумлуджа, бывшая деревня Сарыкавак (Sarıkavak), получил своё название из-за своих песчаных почв (кум означает «песок» на турецком языке), на которых хорошо растут арбузы.

## История
Люди жили в этих местах с древнейших времён. Город входил в состав разных государств; в итоге он попал в состав Османской империи, и, впоследствии, в Турцию.

## География
В центре района находится равнина, направленная на север от средиземноморского побережья и окружённая с трёх сторон горами. Север района представляет собой холмы и горы. Лето здесь жаркое и сухое, зима прохладная и влажная, что типично для средиземноморского района. На побережье снега никогда не бывает, но ингода выпадает в горах. В таком климате фрукты и овощи можно выращивать в парниках круглый год. Выращивание фруктов и апельсиновых деревьев является основным занятием на Кумлудже. Кумлуджа является преуспевающим районом.

## Демография
Население района составляет 65 904 человек (по данным переписи 2007 года). Город насчитывает 31 581 жителей. В Кумлудже 3 муниципалитета (Бейконак (Beykonak), Чавушкёй (Çavuşköy) и Мавикент (Mavikent)) и 24 деревни.
Численность населения по населённым пунктам показана в таблице (муниципалитеты выделены жирным шрифтом):
| Город/деревня                 | Население (2007) |
| ----------------------------- | ---------------- |
| Кумлуджа                      | 31 581           |
| Алтыньяка (Altınyaka)         | 276              |
| Белен (Belen)                 | 331              |
| Бешикчи (Beşikçi)             | 523              |
| Бейконак (Beykonak)           | 7 240            |
| Бююкалан (Büyükalan)          | 234              |
| Чалты (Çaltı)                 | 172              |
| Чавушкёй (Çavuşköy)           | 2 435            |
| Чайичи (Çayiçi)               | 202              |
| Дерекёй (Dereköy)             | 85               |
| Эрентепе (Erentepe)           | 606              |
| Гёльджюк (Gölcük)             | 284              |
| Гюзёрен (Güzören)             | 435              |
| Хадживелилер (Hacıveliler)    | 2.963            |
| Хызыркяхья (Hızırkahya)       | 904              |
| Инджирджик (İncircik)         | 290              |
| Караджаагач (Karacaağaç)      | 164              |
| Караджаорен (Karacaören)      | 748              |
| Каваккёй (Kavakköy)           | 620              |
| Кумлуджаязары (Kumlucayazarı) | 883              |
| Кузджа (Kuzca)                | 377              |
| Мавикент                      | 8.033            |
| Ортакёй (Ortaköy)             | 440              |
| Салур (Salur)                 | 2.225            |
| Сарыджасу (Sarıcasu)          | 2.867            |
| Топташ (Toptaş)               | 712              |
| Еникышла (Yenikışla)          | 141              |
| Ешилькёй (Yeşilköy)           | 133              |
| Всего                         | 65 904           |

## Туризм
На территории района Кумлуджа находится ряд важных исторических объектов, среди которых Олимп, Коридалла, Родиаполис, Идебессос и Гадай. Крупнейшим из них и привлекающим наибольшее число туристов является Олимп.
Между деревней Адрасан (Adrasan) и Олимпом лежит 30-километровое побережье со множеством отелей и ресторанов. Возле городка Мавикент расположены дачные посёлки. Западнее Мавикента территория менее застроена, но в целом Кумлуджа представляет собой одну из наиболее динамично развивающихся местных экономик Турции.